# AC 2-Litre
AC 2-Litre — спортивний седан компанії AC Cars, який випускався з 1947 по 1956 роки. Спочатку спроектований з двома дверима, він непогано продавався на ринку, тому з 1953 року вийшов в продаж 2-Litre с 4-ма дверима.
Автомобіль був з 6 циліндровим двигуном об'ємом в 1991 куб. см, який був розроблений AC Cars ще в 1922 році. В 47-му році двигун був обладнаний новими карбюраторами, що забезпечило збільшення потужності до 74 л.с. Потужність двигуна 2-Litre була знову збільшена до 85 к.с. 1951 року, який виявився більше ніж на 35 к.с. ефективнішим, ніж було заявлено виробником.
AC 2-Litre за весь час виробництва майже не змінився зовні, тільки розмір коліс в 1951 році збільшили до 16 (406 мм). Двигун AC 2-Litre використовувався ще в 1963 році для оснащення автомобілів компанії AC Cars.
Дані тестування автомобіля в 1948 році журналом «Мотор».